# Циндаоский мост через залив
Циндаоский мост через залив (кит. 青岛海湾大桥, англ. Jiaozhou Bay Bridge) — пятый по длине мост (в общем) в мире и первый по длине мост через водные пространства. Пересекает северную часть залива Цзяочжоу, соединяя город Циндао (36°09′36″ с. ш. 120°21′27″ в. д.) с пригородным промышленным районом Хуандао (36°05′39″ с. ш. 120°07′33″ в. д.). Длина моста составляет около 42,5 километра (26,4 мили), что почти на 5 километров превосходит предыдущего рекордсмена, мост Пончартрейн в штате Луизиана. В Китае на данный момент уже находятся десять самых длинных мостов в мире, включая 164-километровый Даньян-Куньшаньский виадук на Пекин-Шанхайской скоростной железной дороге..
Циндаоский мост в ближайшее время также перестанет быть самым большим автомобильным мостом, так как с декабря 2009 начались работы над 49,6-километровым (31 миля) мостом Гонконг — Чжухай — Макао через эстуарий Жемчужной реки на юге Китая..

## Конструкция
Мост построен за 4 года, и на его постройку было затрачено около 5,5 миллиардов фунтов стерлингов (немногим менее 60 млрд китайских юаней). Проект разработан Shandong Gausu Group. Мост разделён на шесть дорожных полос, а поддерживают его более 5200 опор. Всего на строительство ушло около 450 тысяч тонн стали и 2,3 миллиона кубометров бетона. Официальные представители утверждают, что конструкция достаточно прочна, чтобы выдержать восьмибалльное землетрясение, тайфун или столкновение с судном водоизмещением до 300 000 тонн. Мост строился двумя бригадами рабочих общей численностью около 10000 человек, бригады вели строительство с противоположных концов и в начале 2011 года завершили работу, встретившись на середине моста.
Ежедневно по Циндаоскому мосту проезжает около 30000 машин. В то же время пользование мостом позволяет сократить путь из Циндао в Хуандао всего лишь на 20-30 минут. Некоторые представители общественности считают, что экономия 20-30 минут не сопоставима с такими затратами и является неоправданной растратой государственных средств.